# Alyxia floribunda
Alyxia floribunda är en oleanderväxtart som beskrevs av Markgraf. Alyxia floribunda ingår i släktet Alyxia och familjen oleanderväxter. Inga underarter finns listade i Catalogue of Life.